# Quasi-Park Narodowy Wakasa-wan
Quasi-Park Narodowy Wakasa-wan (jap. 若狭湾国定公園 Wakasa-wan Kokutei Kōen)  – quasi-park narodowy w Japonii, regionie Kinki, na Honsiu.
Park obejmuje tereny usytuowane w dwóch prefekturach: Fukui oraz Kioto, o łącznym obszarze 211,82 km².. W granicach parku znajdują się: plaże wśród sosnowego lasu Kehi-no-matsubara, widokowe skały nadmorskie Sotomo, trzy elektrownie jądrowe: Tsuruga, Monju oraz Fugen.
Park jest klasyfikowany jako chroniący krajobraz (kategoria V) według IUCN.
Obszar ten został wyznaczony jako quasi-park narodowy 1 czerwca 1955. Podobnie jak wszystkie quasi-parki narodowe w Japonii, jest zarządzany przez samorząd lokalny prefektury.